# 바레인 그랑프리
바레인 그랑프리(영어: Bahrain Grand Prix, 아랍어: جائزة البحرين الكبرى)는 바레인 남부주 사키르의 바레인 인터내셔널 서킷에서 개최되는 포뮬러 원 월드 챔피언십 레이스 중 하나이다. 걸프 에어의 후원을 받아 현재 정식 명칭은 걸프 에어 바레인 그랑프리이다.
첫 개최는 2004년 4월 바레인 인터내셔널 서킷에서 열렸는데 이 대회는 중동지역에서 열린 첫 F1 그랑프리로 역사에 기록되어 있다.

## 우승 기록

### 다승 기록 (드라이버)
굵은 글씨로 표시된 드라이버는 현재 시즌에 참가하고 있는 선수이다.
| 우승 횟수 | 드라이버        | 우승 연도                    |
| --------- | --------------- | ---------------------------- |
| 5         | 루이스 해밀턴   | 2014, 2015, 2019, 2020, 2021 |
| 4         | 제바스티안 페텔 | 2012, 2013, 2017, 2018       |
| 3         | 페르난도 알론소 | 2005, 2006, 2010             |
| 2         | 펠리피 마사     | 2007, 2008                   |
| 출처:     |                 |                              |

### 다승 기록 (컨스트럭터)
굵은 글씨로 표시된 팀은 현재 시즌에 참가하고 있는 팀이다.
| 우승 횟수 | 컨스트럭터 | 우승 연도                                |
| --------- | ---------- | ---------------------------------------- |
| 7         | 페라리     | 2004, 2007, 2008, 2010, 2017, 2018, 2022 |
| 6         | 메르세데스 | 2014, 2015, 2016, 2019, 2020, 2021       |
| 3         | 레드불     | 2012, 2013, 2023                         |
| 2         | 르노       | 2005, 2006                               |
| 출처:     |            |                                          |

### 다승 기록 (엔진 제조사)
굵은 글씨'로 표시된 제조사는 현재 시즌에 엔진을 공급하고 있는 제조사이다.
| 우승 횟수 | 제조사     | 우승 연도                                |
| --------- | ---------- | ---------------------------------------- |
| 7         | 페라리     | 2004, 2007, 2008, 2010, 2017, 2018, 2022 |
| 7         | 메르세데스 | 2009, 2014, 2015, 2016, 2019, 2020, 2021 |
| 4         | 르노       | 2005, 2006, 2012, 2013                   |
| 출처:     |            |                                          |

### 연도별 기록
| 연도  | 드라이버           | 제작자             | 개최지          | 상세내용 |
| ----- | ------------------ | ------------------ | --------------- | -------- |
| 2004  | 미하엘 슈마허      | 페라리             | 그랑프리 서킷   | 상세     |
| 2005  | 페르난도 알론소    | 르노               | 그랑프리 서킷   | 상세     |
| 2006  | 페르난도 알론소    | 르노               | 그랑프리 서킷   | 상세     |
| 2007  | 펠리피 마사        | 페라리             | 그랑프리 서킷   | 상세     |
| 2008  | 펠리피 마사        | 페라리             | 그랑프리 서킷   | 상세     |
| 2009  | 젠슨 버튼          | 브론-메르세데스    | 그랑프리 서킷   | 상세     |
| 2010  | 페르난도 알론소    | 페라리             | 인듀어런스 서킷 | 상세     |
| 2011  | 바레인 봉기로 취소 | 바레인 봉기로 취소 | 그랑프리 서킷   | 상세     |
| 2012  | 제바스티안 페텔    | 레드불-르노        | 그랑프리 서킷   | 상세     |
| 2013  | 제바스티안 페텔    | 레드불-르노        | 그랑프리 서킷   | 상세     |
| 2014  | 루이스 해밀턴      | 메르세데스         | 그랑프리 서킷   | 상세     |
| 2015  | 루이스 해밀턴      | 메르세데스         | 그랑프리 서킷   | 상세     |
| 2016  | 니코 로스베르크    | 메르세데스         | 그랑프리 서킷   | 상세     |
| 2017  | 제바스티안 페텔    | 페라리             | 그랑프리 서킷   | 상세     |
| 2018  | 제바스티안 페텔    | 페라리             | 그랑프리 서킷   | 상세     |
| 2019  | 루이스 해밀턴      | 메르세데스         | 그랑프리 서킷   | 상세     |
| 2020  | 루이스 해밀턴      | 메르세데스         | 그랑프리 서킷   | 상세     |
| 2021  | 루이스 해밀턴      | 메르세데스         | 그랑프리 서킷   | 상세     |
| 2022  | 샤를 르클레르      | 페라리             | 그랑프리 서킷   | 상세     |
| 2023  | 막스 페르스타펀    | 레드불-혼다 RBPT   | 그랑프리 서킷   | 상세     |
| 출처: |                    |                    |                 |          |